# Centrolepis philippinensis
Centrolepis philippinensis là một loài thực vật có hoa trong họ Centrolepidaceae. Loài này được Merr. mô tả khoa học đầu tiên năm 1907.